# Cora Diamond
Cora Diamond (ur. 1937) – brytyjsko-amerykańska filozofka, zajmująca się szczególnie filozofią analityczną oraz problematyką etyczną.
Jej najbardziej znaną pracą jest zbiór artykułów The Realistic Spirit: Wittgenstein, Philosophy, and the Mind, wydany w 1991 roku (Bradford Books). Porusza ona w nim kwestie logiki i filozofii języka, oraz proponuje nową koncepcję filozofii moralnej (gdzie, m.in., sprzeciwia się postawom reprezentowanym przez Petera Singera w kwestii obrony wegetarianizmu, sama nie jedząc mięsa). 
Cora Diamond jest, obok Jamesa Conanta, jednym z głównych przedstawicieli tzw. New Wittgenstein ("nowego Wittgensteina"), to znaczy nowej interpretacji filozofii Ludwiga Wittgensteina, proponującej nowe rozważenie, m.in., problemu "nonsensu". Diamond proponuje również nową analizę jednego ze zdań Traktatu logiczno-filozoficznego:
(TLP, 6.54) Moje zdania [Satze] grają rolę wyjaśnień w ten sposób: ten, kto mnie rozumie, ostatecznie uzna je za nonsensowne, po tym gdy wykorzysta je – jako szczeble – by się po nich wspiąć. (Musi on, w pewien sposób, odrzucić drabinę, po której się wspiął). Musi wznieść się ponad te zdania, i wtedy dopiero osiągnie poprawną wizję świata.
Według jej interpretacji tego fragmentu, Wittgenstein nie sugeruje, jak chcieli poprzedni czytelnicy (m.in. Peter Hacker) istnienia niewypowiedzialnej tajemnicy; Diamond podkreśla różnicę między rozumieniem zdań książki a rozumieniem intencji autora. Uważa ona także, w przeciwieństwie do wielu komentatorów, że koncepcja Wittgensteina dot. pojęcia nonsensu nie zmieniła się w okresie między Traktatem a Dociekaniami filozoficznymi.